# 最终幻想15：王者之剑
《最终幻想15：王者之剑》（日语：キングスグレイブ ファイナルファンタジーXV）是一部2016年日本电脑动画科幻动作电影。影片基于2016年电子角色扮演游戏《最终幻想XV》的世界观，为多媒体拓展计划“《最终幻想XV》宇宙”的一部分。本片由野末武志执导，他曾是最终幻想 CGI电影《最终幻想VII 降临之子》（2005）的联合导演。《最终幻想XV》总监田畑端担任电影监制，长谷川隆任编剧，约翰·R·格雷厄姆负责作曲。
日语版主要配音演员有绫野刚、忽那汐里、矶部勉，英语版为西恩·賓、琳娜·海蒂、亚伦·保尔。《王者之剑》为初次接触最终幻想世界的观众作了介绍，顺便传递一些《最终幻想XV》的背景信息。影片于2016年7月9日登陆日本影院，2016年8月19日登陆美国精选影院。

## 剧情

### 设定
《最终幻想15：王者之剑》发生在《最終幻想XV》相同设定的伊欧斯星球上，和《最終幻想XV》的开幕故事平行，讲述了遊戲本篇主角諾克提斯出城後，發生在王都“因索姆尼亞”的奇襲事件。
魔法王国路西斯拥有世界上唯一的神赐的神圣水晶，保存在皇宫内的一个特殊房间中，路西斯国王雷吉斯使用其魔力来生成魔法屏障保护王都。几个世纪以来，使用魔导兵征服了周边几个国家的尼弗海姆（Niflheim）帝国来势汹汹，一直在与路西斯王国交战。

### 故事
十二年前，路西斯国王雷吉斯和其儿子诺克提斯到特涅布萊耶王國访问，不料成为尼弗海姆帝国袭击的目标。在这场入侵中，特涅布萊耶王國公主露娜弗蕾亚没有和雷吉斯一起逃跑，而是留下成为了尼弗海姆帝国的臣民。
雷吉斯麾下有一支精锐部队“王者之剑”。尼克斯·乌尔里克和他的隊友们挥舞着国王賦予的魔法，在王国边境阻止尼弗海姆的帝国军队进犯。然而在帝国压倒性的军事力量面前，雷吉斯因年老力衰幾無能力反抗，僅能固守王都，此時敵國宰相艾汀卻前來要求和談，以割讓王都以外的土地為條件，並且讓路西斯王國王子諾克提斯與尼弗海姆附屬國特涅布萊耶王國公主露娜弗雷亞的聯姻作為和平的見證。雷吉斯不得不接受了敵國的和談條件，这导致王者之剑中起了分歧，他们认为自己的家乡被抛弃了。
然而在和平協議簽署的當日，尼弗海姆设计引走王者之剑部队，并偷襲了王都，战火肆虐，生灵涂炭。前去解救露娜弗雷亞的尼克斯被迫卷入了这场关乎王国生死存亡的斗争中。尼克斯和露娜弗雷亞按王者之剑指挥官德劳托斯的指示来到广场，却发现受到了欺骗。利波特斯随后赶来，揭露了德劳托斯就是叛徒。尼克斯以生命为代价从戒指借得力量。他把戒指归还给露娜弗雷亞，并让利波特斯护送露娜弗雷亞逃走，自己留下独自应对格拉乌卡将军。
尼克斯在黎明前对格拉乌卡将军造成了致命伤，同时路西斯的巨大战斗雕像，即“旧城墙”，也打败了尼弗海姆的恶魔。利波特斯成功护送露娜弗雷亞出城，露娜弗雷亞带着戒指前去找诺克提斯。
在片尾的彩蛋中，此前离开王都的诺克提斯和他的伙伴们在车上闲聊，突然汽车抛锚了，这衔接上了《最终幻想 XV》的开场场景。

## 登場人物

### 主角
尼克斯‧乌尔里克（Nyx Ulric）
配音：绫野刚（日语）；亚伦·保尔（英语）
本作主人翁，出身於王都東北方的加拉哈群島，在家鄉遭受帝國新式武器的摧毀之下，失去母親與妹妹的尼克斯與眾多同鄉難民一同移居王都並經由招募訓練成為了雷吉斯国王麾下王者之剑部队成员。。
露娜弗蕾亚·诺克斯·芙尔雷（Lunafreya Nox Fleuret）
配音：忽那汐里（日语）；琳娜·海蒂（英语）
特涅布萊耶王國公主。为史上最年轻的神谕者，露娜弗蕾亚在伊歐斯（Eos）世界受到至上的尊敬。
雷吉斯·路西斯·契拉姆113世（Regis Lucis Caelum CXIII）
配音：矶部勉（日语）；西恩·賓（英语）
路西斯现任国王，神圣水晶之守护者。
路撤·拉瑟鲁斯（Luche Lazarus）
配音：关智一（日语）；Todd Haberkorn（英语）
王者之劍中佔有領導地位的男性。智慧，冷靜，深受成員的信賴，非常一絲不苟的性格。
利波特斯·奥斯汀（Libertus Ostium）
配音：鹿糠光明（日语）；利亚姆·马尔维（英语）
隸屬王者之劍的男性，尼克斯的同鄉，也是摯友。一直都很開朗健談，看似輕率的性格，認真起來責任感非常強。把克蘿當成自己妹妹，由於過度保護會對想和克蘿交往的人感到憤怒。
提圖斯·德勞托斯（Titus Drautos）
配音：山寺宏一（日语）；Adrian Bouchet（英语）
王者之劍的最高指挥官。
克蘿·阿尔媞斯（Crowe Altius）
配音：藤村步（日语）；Andrea Tivadar（英语）
王者之剑的女性成員。擁有熟練運用大魔法的特殊能力。作為孤兒長大的經歷，使她極為重視和王者之劍成員之間的關係，視成員為家人。

### 敵對
伊德拉·艾尔德卡普特（Iedolas Aldercapt）
配音：飯塚昭三（日语）；David Gant（英语）
尼弗海姆国皇帝。
艾汀·伊茲尼亞（Ardyn Izunia）
配音：藤原啓治（日语）；Darin De Paul（英语）
尼弗海姆国宰相。
39年前的戰爭中大幅提升了尼弗海姆的兵力，此功績成就了他參謀的地位。經常給人灑脫的印象。獨自前往因索姆尼亞，對長年持續戰爭的路西斯提出有條件的停戰協定。
格拉乌卡将军（General Glauca）
全身穿著裝甲的帝國軍將軍。沒人知道他的真實身分。
雷伍斯·諾克斯·芙爾雷（Ravus Nox Fleuret）
配音：中村悠一（日语）；Trevor Devall[成年]、Zachary Gordon[少年] "電影限定"（英语）
露娜的哥哥，原特涅布萊耶王國王子，現在是屬於尼弗海姆帝國的軍人。

## 制作
2016年3月30日，《最终幻想15：王者之剑》在名为“揭秘：最终幻想XV”的特别活动期间正式公布。虽然《王者之剑》与2005年的《最终幻想VII 降临之子》同为游戏衍生电影，但制作的目标截然不同：《降临之子》是为《最终幻想VII》（1997年）的忠实粉丝制作，而《王者之剑》是面向初次接触最终幻想的观众，并介绍一些《最终幻想XV》的背景故事。
《王者之剑》的监制为《最终幻想XV》的总监田畑端。电影本身由野末武志执导，长谷川隆负责剧本。电影原声由约翰·R·格雷厄姆创作，由下村阳子创作的《最终幻想XV》的主题曲也包括其中。主创人员依旧为2005年制作《降临之子》的剧组。《王者之剑》于2013年启动制作。除了《降临之子》的团队外，日本和西方40余家游戏与电影公司也参与了制作：Digic Pictures，曾参与刺客信条系列的图形制作；Image Engine，曾参与多部影视作品的制作，如电影《侏罗纪世界》（2015）和电视连续剧《权力的游戏》。影片中诺克提斯的定制版奥迪R8也是与其制造商合作的成果。
影片的英语版邀请多名知名演员配音：肖恩·比恩为雷吉斯配音，琳娜·海蒂为露娜弗蕾亚配音，而亚伦·保尔为电影主角王者之剑部队成员尼克斯配音。由于预算紧张，这些配音演员将不会在《最终幻想XV》中再次为相同角色配音。尼克斯是《王者之剑》中独有的人物，和游戏本篇无关，这样设定的目的是通过局外人的视角来展开故事，让游戏的传说与设定更易理解。尼克斯的设计以法国模特约翰·阿肯的相貌为蓝本，他的动作捕捉由尼尔·纽本
提供。田畑称《最终幻想XV》（当初还叫做《最终幻想Versus XIII》）中的雷吉斯国王在本片进行了重新设计，这样更适合电影的愿景，也方便游戏叙事；部分其他人物也因为同样的原因而被重新设计。露娜弗蕾亚的设计以俄罗斯模特索尼娅·马尔切娃(Sonya Maltceva)的相貌为蓝本，雷吉斯的再设计形象基于英国演员乔恩·康普林（Jon Campling），他也为人物提供了动作捕捉。其他为《王者之剑》提供相貌参考的演员/模特还有爱德华·萨克斯比（饰阿登·伊祖尼亚）、安德烈·蒂瓦达尔（饰克劳·阿尔媞斯）和利亚姆·马尔维（Liam Mulvey，饰利波特斯·奥斯汀）。

### 音乐
本片音乐由两位音乐人合作完成：约翰·R·格雷厄姆为主要制作人，《最终幻想XV》的音乐制作人下村阳子则提供旋律协助
。影片原声带将于2016年9月7日发行两碟装专辑
。
從2016年9月13日到2016年10月12日，擁有PS Plus會員可以下載《Platinum Demo - Final Fantasy XV》和 《王者之劍 Final Fantasy XV》的原聲帶。

## 发行
《王者之剑》预定于2016年7月9日登陆日本影院。电影票于4月23日开始销售。英语版原宣布不会在电影院上映，但在E3 2016上，索尼和史克威尔艾尼克斯宣布英语版将于2016年8月19日在美国精选影院上映。《最终幻想XV》“豪华版”的“终极收藏版”将收录电影蓝光盘，于2016年9月30日在全球发售。
電影由哥倫比亞電影公司發行，將在10月4日發售。台灣由得利取得代理，將在10月7日發售。

## 迴响

### 票房
上映两天后，本片共售出22,818张票，获得了3551万6460日元票房收入。最终，日本总票房达1.05 亿日元。此后于美国限量上映期间，在该地区总共获得了269,980美元的票房收入。在中国上映后，在该地区的票房收入约为2873万元。截至2017年4月，其全球总票房收入达640万美元。

### 評價
本片發行後遭受歐美影評家的普遍詬病，在知名影視評論聚合網站爛番茄，本片僅獲得12%新鮮度（17名影評人）。在评分聚合网站Metacritic上，得分为35/100，基于10条影评。招致差评的主要是故事和配角的表演，而视觉效果和主要角色的努力得到了一些称赞。